# Cassius Duran
Cassius Ricardo Duran (São Paulo, 31 de mayo de 1979) es un deportista brasileño que compitió en saltos de plataforma. Ganó una medalla de plata en los Juegos Panamericanos de 2003, en la prueba individual.

## Palmarés internacional
| Juegos Panamericanos | Juegos Panamericanos            | Juegos Panamericanos | Juegos Panamericanos |
| Año                  | Lugar                           | Medalla              | Prueba               |
| -------------------- | ------------------------------- | -------------------- | -------------------- |
| 2003                 | Santo Domingo (Rep. Dominicana) | Medalla de plata     | Plataforma 10 m      |